# トプシー (象)

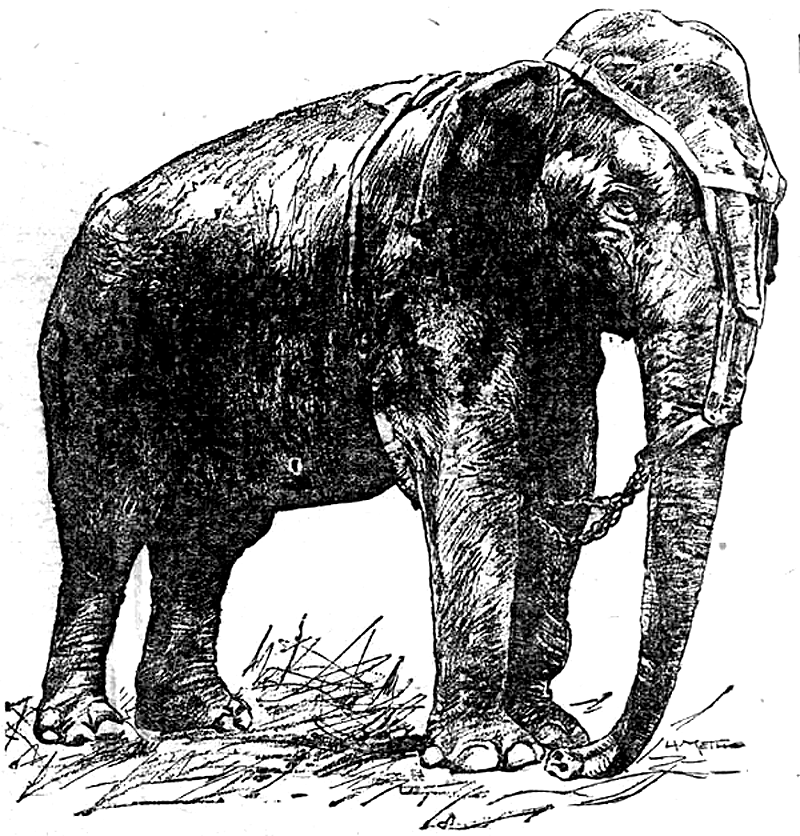
1902年6月16日、『セント・ポール・グローブ』紙に掲載された、観客のジェシー・ブラウントが象に殺されたという記事の挿絵。鞍の一部が残っている。

トプシー（Topsy, 1875年頃 - 1903年1月4日）は、アメリカ合衆国ニューヨーク州コニーアイランドの遊園地で感電死させられた雌のアジアゾウ。

## 概要
1875年頃、東南アジアで生まれ、アメリカに密輸されてフォアポウ・サーカスの象の群れに参加させられた。トプシーは宣伝のためアメリカで生まれた初の象と偽装された。フォアポウで25年間、トプシーは「悪い」象として次第に評判を落とし、1902年に観客を死に至らしめて以降、コニーアイランドのシー・ライオン・パークに売却された。1902年度終盤、シー・ライオンはリースされ、ルナパークとして再開発された。トプシーは泥酔調教師や虚栄心の強いオーナーであるフレデリック・トンプソンおよびエルマー・ダンディに起因するできごとに巻き込まれることがたびたびあった。年末の目玉としてトプシーの公開処刑が企画されたが、入場券販売をアメリカ動物虐待防止協会に止められた。この企画は招待者および報道関係者のみに縮小し、トンプソンとダンディはより確実な毒と電気を伴う蒸気ウインチに繋げた太縄での絞首に同意した。1903年1月4日、限られた観客の面前でトプシーは毒を食べさせられ、電気を流され、首を絞められて殺された。報道関係者としてエジソン・スタジオがこの様子を動画で撮影していた。この映像は『ある象の電気処刑』としてコイン式キネトスコープで公開された。
その後約70年トプシーについてほとんど語られることはなかったが、同様のことがまだ行われているとして大衆文化に部分的におもてに出るようになった。大衆文化ではこの責任はトンプソンとダドリーから、電流戦争時に交流の使用に反対していたトーマス・エジソンがデモンストレーションとして行なったと擦り替えられた。専門家はエジソンはルナパークに行ったことはなく、トプシーの電気処刑は電流戦争の10年後であると指摘している。

## 生い立ち

### フォアポウ・サーカス

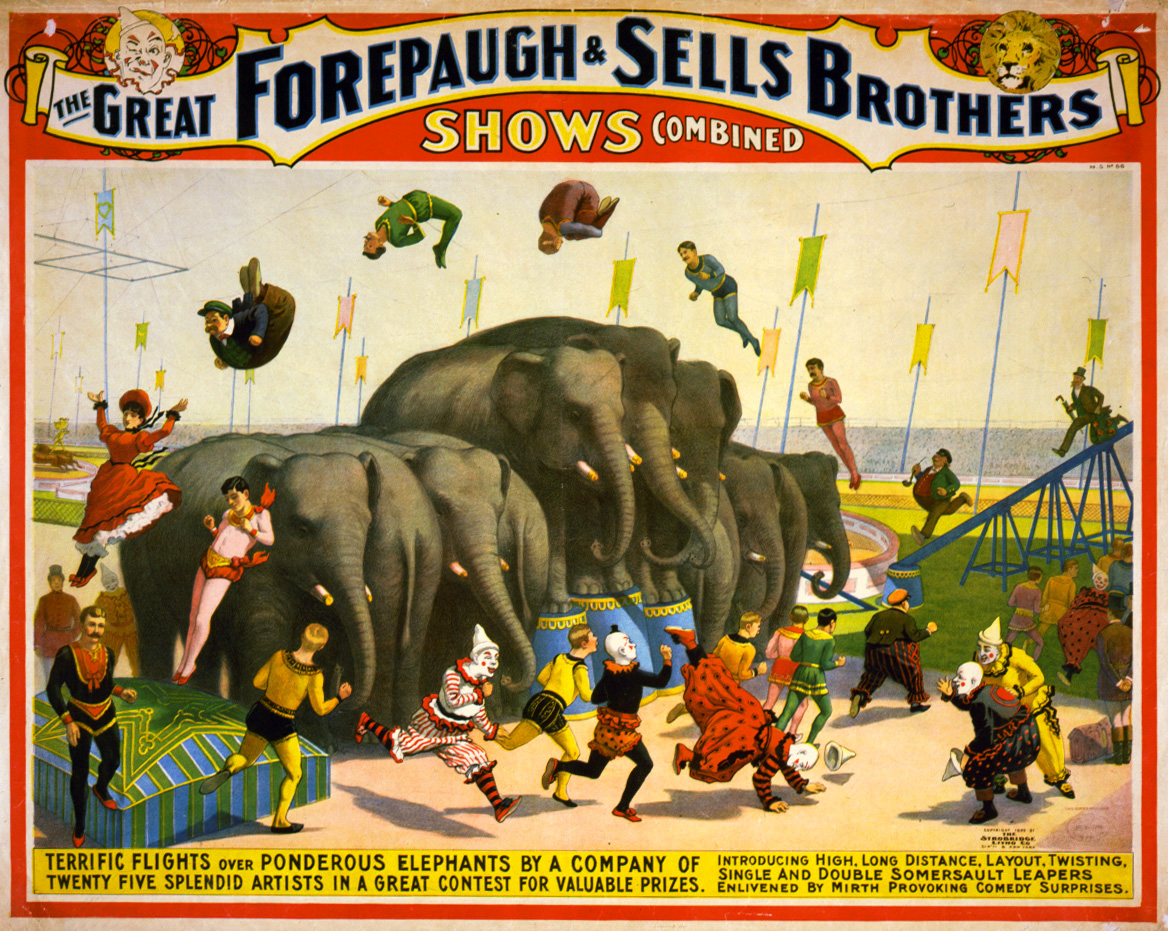
1899年、フォアポウ&セルズ・ブラザーズ・サーカス合同公演ポスター。「重量級の象による大闘争」を呼び物としている。

1875年頃、トプシーは東南アジアで生まれ、すぐに象取引業者に捕獲された。フォアポウ・サーカスのオーナーであるアダム・フォアポウは初のアメリカ生まれの子象として宣伝すべくアメリカに密輸した。当時フォアポウ・サーカスは、より多くのより大きな象を所有するバーナム・アンド・ベイリー・サーカスと競合していた。「トプシー」の名は『アンクル・トムの小屋』の奴隷の少女の名から名付けられた。
1877年2月、フォアポウは「初のアメリカ生まれの子象を唯一所有し ている」とメディアに告知した。象取引業者はP・T・バーナムにも象を売却しており、フォアポウの偽装について密告した。バーナムはフォアポウの偽装を公表し、フォアポウはトプシーがアメリカ生まれだと語ることをやめ、「初の熱帯以外で生まれた子象」と宣伝するようになった。
成長すると、身長10フィート(3m)、幅20フィート(6m)、重さ4から6トンとなった。何年も「悪い」象と言われ続けてきた。1902年、ニューヨーク市ブルックリン区にてフォアポウ&セルズ・ブラザーズ・サーカスとして活動中、トプシーは観客のジェイムズ・フィーディング・ブラウントを殺してしまった。諸説あるが、1902年3月27日朝、酔っ払っていたブラウントが全ての象が1列に繋がれている動物テントに迷い込み、象をからかいウィスキーの瓶を持ってくるよう叫んだという説が最も有力である。そしてトプシーの顔に砂をかけ、象にとって大変敏感である鼻に葉巻きたばこの火を押しつけるなど虐待した。トプシーは鼻でブラウントを地面に叩きつけ、頭、膝、足で押しつぶした。新聞は過去に12人殺したと誇張して報じたが、有力な説は1900年度のテキサス州パリスとウェーコでのフォアポウ&セルズ・ブラザーズ・サーカス従業員2人の殺害である。しかし2013年、ジャーナリストのマイケル・デイリーは著作にてウェーコで象が人を殺したという記録は残っておらず、パリスではトプシーが調教師に怪我をさせた記録はあるが、死亡したという記録はないと記した。トプシーの殺人の話が広く伝わり、サーカスの集客に大いに役立った。1902年6月、ニューヨーク州キングストンで汽車からトプシーを降ろす際、見物人のルイス・ドデロが棒を使用してトプシーの耳の後ろをくすぐった。トプシーは鼻でドデロの胴を掴み、調教師が止めるまで上下に大きく揺さぶった。これによりフォアポウ&セル・サーカスはトプシーの売却を決意した。

### シー・ライオンおよびルナパーク
1902年6月、トプシーはコニーアイランドにあるシー・ライオン・パークのオーナーであるポール・ボイトンに売却され、動物ショーの見世物に追加された。フォアポウの調教師であったウィリアム・アルトがトプシーに伴い園に雇用された。近隣のスティープルチェイス・パークとの競合などから夏季の集客が悪く、ボイトンは遊園地業から手を引くことを決意した。年末、ボイトンはシー・ライオン・パークをフレデリック・トンプソンとエルマー・ダンディに売却し、2人はより大きな遊園地に再開発してルナパークと改名した。トプシーは材木だけでなく遊具「ルナ」を運ばされるなど宣伝に使用され、メディアはトプシーのこれまでの暴行に対する「罰」と書き立てた。
1902年10月、ルナを動かす芸の最中、アルトはルナを引かせようとトプシーをピッチフォークで刺した。警官に注意され、アルトはトプシーの体に設置された道具を外し、道路で走れるようになったため逮捕された。このできごとはアルトの飲酒問題により引き起こされた。1902年12月、酔っ払ったアルトはトプシーに乗ってコニーアイランドの街中に繰り出し、地元の警察署に向かった。トプシーは警察署のドアを通り、大きくいななきながらあちこちを鼻で打ち、警察官たちは監房に逃げ込んだ。これによりアルトは解雇された。

### 処刑による死

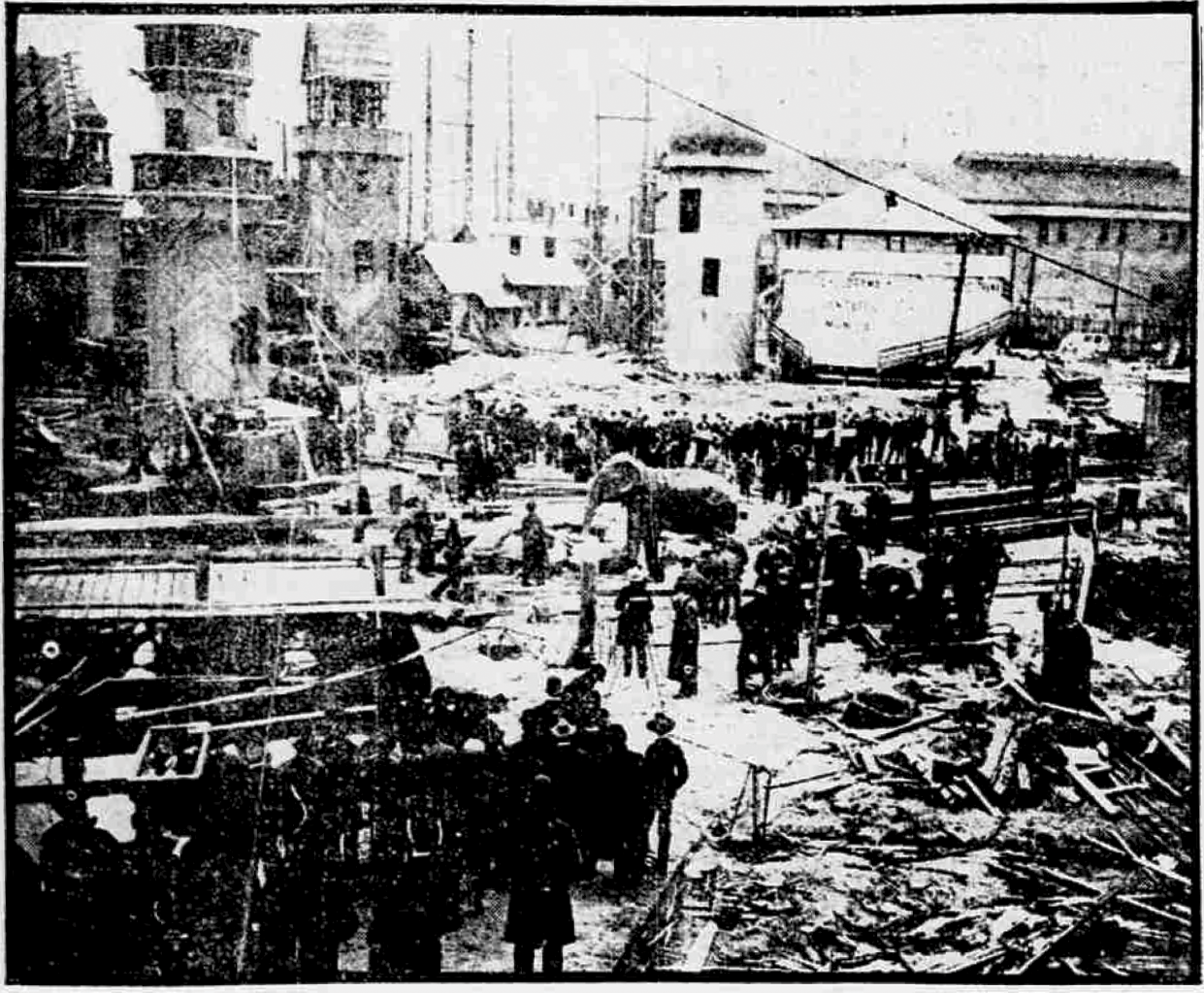
トプシーは処刑場への橋を渡るのを拒み、報道写真家や見物人に取り囲まれている。結局吊り上げられて運ばれた。

アルトの調教がなくなりトンプソンとダンディはトプシーを持て余したが、引き取り手も見つからなかった。1902年12月3日、ルナパークの広報であるチャールズ・ミュレイは数日中にトプシーを電気により安楽死させると発表した。少なくとも地元の新聞社1社が詳細および、新設のルナパークが新聞を賑わせ続けるためトプシーによる宣伝効果は絶大であると記した。1903年1月1日、トンプソンとダンディは1月3日または4日にトプシーを入場料25セントで公開処刑すると発表した。当時、園の中心となる200フィート(61m)の電気塔が75フィート(23m)まで建てられていた、ラグーン中央部の以前ボートが滑り落ちる遊具のあった島が処刑場として選ばれた。広報のミュレイは報道を操作し、園の周囲に横断幕および簡易絞首台の四方に「1903年5月2日、コニーアイランド中心部に100万ドルかけ開発されたルナパーク開業」と宣伝した。
トンプソンとダンディの計画を知ったアメリカ動物虐待防止協会(ASPCA)のジョン・ピーター・ヘインズ会長は「不必要な残虐な殺害方法」として絞首を禁じ、有料での一般公開をやめるよう伝えた。トンプソンとダンディは代替案についてヘインズと話し合った。以前にも毒殺などによる安楽死を行なっていたが、2年前にニューヨーク州バッファローでジャンボ2世という象を感電死させようとして失敗していた。ASPCAへの譲渡を含み何度も交渉を繰り返し、太縄で繋いだ蒸気ウインチで絞殺することとなった。さらに毒および電気も使用することとなった。
1903年1月4日日曜日にトプシーの処刑が行われることが決まった。1,500名の見物人、100名の報道写真家、そして経過を見守るためのASCPAの職員が集まった。トンプソンとダンディは100名の見物人の入場を許可したが、それ以外の人々もフェンスを乗り越えて侵入した。有料で近隣の建物のバルコニーや屋根から見物させる者もいた。電気塔にも太縄が設置されており、ASPCAの職員たちは目を光らせていた。感電死は地元の電力会社であるブルックリン区のエジソン・エレクトリック・イルミネーティング・カンパニーのチーフ電気技術者P・D・シャーキーの監修のもと複数の職員が担当した。ブルックリン区ベイ・リッジにあるより大きな変電所から電線との交換で、9ブロック先のコニーアイランド変電所から電線を引くのに夜通しかかった。ベイ・リッジにてスタッフは、エンジンを入れ、コニーアイランド変電所への送電線と母線をクリアにするようにと言われた。

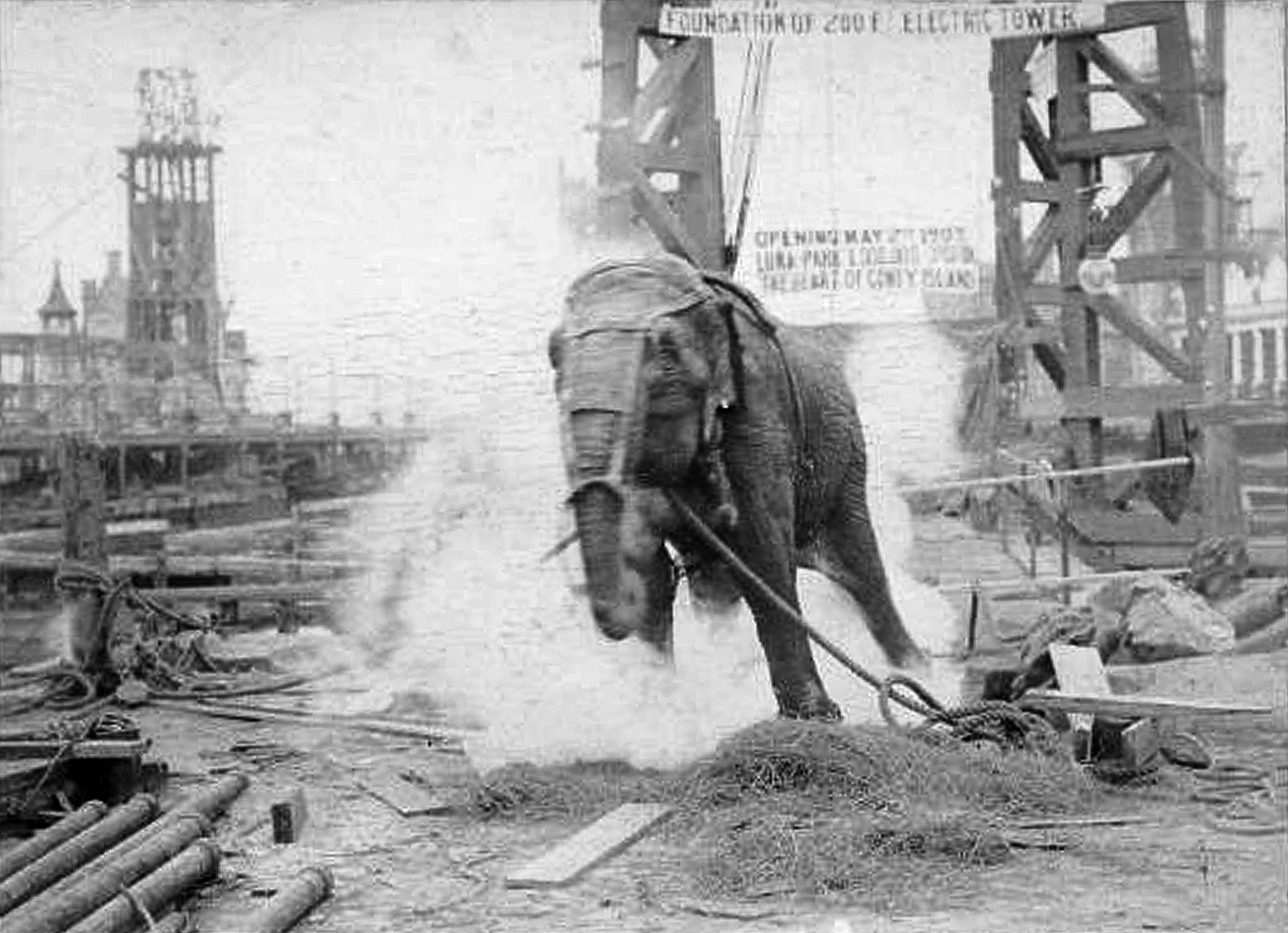
トプシーの感電死の報道写真。後ろに未完成の電気塔が見える。

動物ショーを行なっていたカール・ハーゲンベックの元職員で象専門家のカール・ゴリアスにより、トプシーは檻から未完成のルナパークに率いられた。新聞記事によると、ゴリアスがせかしたりニンジンやリンゴで釣るのを無視し、トプシーはラグーンに架かる橋を渡るのを拒否した。トンプソンとダンディはトプシーに橋を渡らせるために、処刑を見たくないとするアルトを連れてこようとし、アルトは25ドルの報奨金を提示されてもこれを拒否したが、1,000ドルなら引き受けると語った。結局橋を渡らせるのは諦め、その場で処刑することにした。蒸気、縄、電線が引き直された。電気技術者は電気が全身に回るよう、銅製サンダルをトプシーに履かせてAC線を右前足および左後ろ足と繋いだ。シャーキーは全てがクリアなことを確認し、トプシーはミュレイから後ずさりしながらも青酸カリ460グラムが混ぜられたニンジンを与えられた。午後2時45分、シャーキーは信号を送り、電気技術者は電話でコニーアイランド変電所の監督にスイッチを押すよう語り、ルナパークのチーフ電気技術者ヒュー・トーマスは園内の他のスイッチを押し、ベイ・リッジからトプシーの体に6,600ボルトの電圧が10秒間印加され、トプシーは地面に倒れた。記事によると、トプシーはいななきもうめきもせず亡くなった。トプシーが倒れた後、蒸気ウインチの輪を2つ、トプシーの首に10分間巻いた。2時47分、トプシーの死亡が宣告された。ASPCAの職員および、トンプソンとダンディに雇われた2人の獣医がトプシーが感電死したことを確認した。コニーアイランド変電所の管理者であるジョセフ・ジョハンソンは、園に送電中に感電死しそうになり混乱した。ジョハンソンは気絶し、右手から左足に通電して小さな火傷が残った。

## ポピュラー・カルチャー

### 『ある象の電気処刑』
トプシーの電気処刑はエジソン・フィルム・カンパニーの撮影隊により撮影された。エドウィン・S・ポーターまたはジェイコブ・ブレア・スミスが監督したとされる。74秒の映像で、感電死の部分のみが映っている。数週間のみ、『ある象の電気処刑』としてエジソン・キネトスコープの1つとして公開された。1897年からエジソン・マニュファクチュアリング社により撮影された、コニーアイランドの車窓、シャワー・シーン、乗馬、そして1903年のルナパークの複数の象による芸を含む多くの実写映像の1つであった。エジソン社はコマごとに撮影した写真をアメリカ議会図書館に提出した。これにより経年による腐敗や崩壊から多くのフィルムやネガを保護することができる。

### メディアおよびカルチャー
『ある象の電気処刑』はエジソン社の他の映像ほど一般的でなく、ルナパークでもコイン式キネトスコープを所有していなかったため見ることができなかった。長い間、この映像もトプシーの物語もおもてに出ることはなく、1979年の映画『Mr. Mike's Mondo Video 』で脈絡なく登場したのみであった。1991年、ドキュメンタリー監督リック・バーンズが映画『Coney Island 』を製作し、トプシーの死を扱うシーンがあり『ある象の電気処刑』の映像が使用された。
1999年、コニーアイランド・マーメイド・パレードにおいて芸術家のギャヴィン・ヘックによりトプシーをしのぶフロート車が製作された。2003年のトプシー没後100周年、ヘックおよび地元の芸術家グループはメモリアル・アートのコンクールを主催した。ルイジアナ州ニューオーリンズの芸術家リー・デイガードの作品が選ばれ、コニーアイランドUSA美術館に展示された。美術館では鎖が吊るされた部屋で銅板の上で手回しミュートスコープにて『ある象の電気処刑』を見ることができた。
近年、様々な映画、ミュージック・ビデオ、テレビ番組、ビデオ・ゲームなどで『ある象の電気処刑』が使用されている。またトプシーの死は曲、小説、詩人W・S・マーウィンの『The Chain to Her Leg 』(彼女の足の鎖、の意)などの詩に登場している。

### トーマス・エジソンとの繋がり

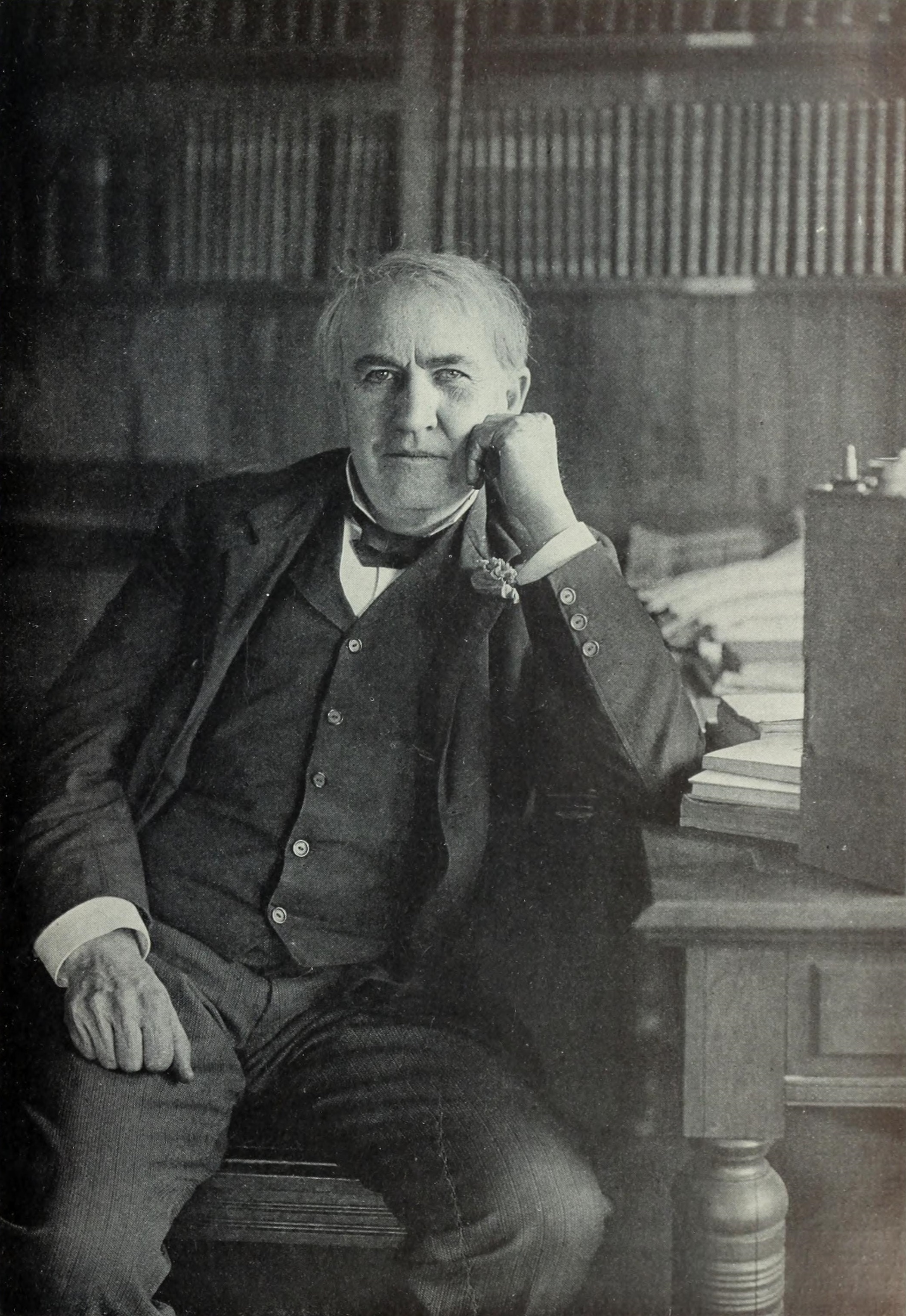
1903年頃のトーマス・エジソン。しばしばトプシーの死に関連付けられる。

大衆文化において、トプシーは電流戦争時に交流の使用に反対していたトーマス・エジソンが危険性を提示するためのデモンストレーションとして公開処刑したと描かれることがある。例えば2008年の『WIRED』誌の記事には「エジソンは点数稼ぎのため象を揚げた」と記され、2013年のコメディ・アニメ『Bob's Burgers』のエピソード『Topsy』にも取り上げられた。これより15年前の電流戦争時、エジソンは交流の危険性を示すために動物を感電死させていたが、トプシーが亡くなったのは電流戦争終了から10年後のことである。トプシー死亡時、エジソンは電気照明業にはもう関わっていなかった。1892年にエジソンの会社がゼネラル・エレクトリックに合併され、1890年代に鉄鉱精製業の資金のため持ち株全てをゼネラル社に売却していた。報道によると、ブルックリン区の民間電力会社はエジソンの名を冠していたが、以前エジソンが所有していたエジソン・イルミネーティング・カンパニーとはもはや関係がなかった。エジソン自身はルナパークを訪れたことはなく、トプシーの死について、あるいはエジソン・マニュファクチュアリング社がエジソンの発明による撮影方法で1,200本もの短編映像を製作していたことについて知っていたかは定かではない。2013年、ジャーナリストのマイケル・デイリーは著書において、エジソンは銅板を適切な場所に置きベイ・リッジの大規模なウェスティングハウスAC発電機で象が死亡したことを喜んでいるだろうと記したが、デイリー自身ルナパークとエジソンがトプシーについて連絡を取っていたとは考えていない。
エジソンとエジソン社にもはや繋がりがなかったとしても、主要な新聞が「エジソン社の電気処刑」として報じ、『ある象の電気処刑』に「トーマス・A・エジソン」のクレジットが残っており、エジソンとトプシーの死の関連性に対する誤解は残ったままである。